# Høslæt
Høslæt eller høslet er en gammel driftsform. På engene – mest på fugtig bund, men også på mere tør bund – blev vegetationen slået med le en gang om året. Formålet var at skaffe vinterfoder til husdyrene. Det afslåede materiale blev tørret og bragt hjem til gården. Driftsformen har været en del af den traditionelle landbrugsdrift på enge, især på de mere højtliggende dele af strandengene, der ikke oversvømmes af saltvand. 
I dag bruges høslæt først og fremmest til naturpleje af enge. Det fremmer græsningsfølsomme blomsterarter og sikrer ynglepladser for engfuglearter. Høslæt er ligeledes en egnet plejemetode på eutrofieringerede enge, hvor der er behov for at reducere næringsstofniveauet.
Siden 1999 er der rundt om i landet startet en række høslætlaug, der er en samling af mennesker, der mødes for at lave frivillig naturpleje med le. Efter svensk forbillede startede i 1999 Danmarks nok ældste høsletlaug Strøgårdsvang Høslætlaug. Lauget har siden dannet skole for en række lignende laug og er inspirationskilde til Danmarks Naturfredningsforenings initiativ for at fremme høslætlaug i Danmark, da traditionen var ved at uddø. Høslæt må finde sted i perioden 1. juli til 20. april.
Fordele ved høslæt
- Er særligt egnet til af små englokaliteter, skovenge og andre små enge, der er potentielt gode insektlokaliteter.
- Giver mindre forstyrrelse end græsning.
- Kan supplere en mangelfuld græsning og nedbringe parasitbelastningen på græsgange.
- Kan fremme lyskrævende, men græsningsfølsomme arter.
- Fjerner 10 gange så mange næringsstoffer som græsning.
- Kan hæmme spredning af invasive arter.
- Hindrer indvækst af vedplanter.
- Fjerner næringsstoffer og kan relativt hurtigt genskabe et naturlig lav næringsstofniveau.
- Hæmmer grove vækster og særlige problemarter.
- Hindrer tilgroning.

Ulemper ved høslæt
- Maskinelt høslæt skaber en mere ensartet og græsdomineret plantevækst og en mere jævn jordbundsflade end græsning.
- Arbejdskrævende og relativt dyr.
- Nedbørsfølsom.
- Giver ved sent høslæt hø af en dårlig kvalitet, der kan være svær at afsætte.
- Manglende afsætningsmuligheder for høet.
- Ødelægger engmyrens tuesystemer og udjævner i det hele taget terrænet.
- Efterlader bræmmer af høj vegetation omkring lavninger og andre steder, hvor slåmaskinen ikke kan køre.
- Kan forårsage komprimering og/eller opkøring på blød bund. Dette kan dog undgås ved manuel høst i stedet for brug af maskiner.